# Kinematografia austriacka
Kinematografia austriacka – ogół produkcji i dystrybucji filmowej na terenie Austrii, przez którą rozumiane są: w latach 1895–1918 – Austro-Węgry, w latach 1919–1934 – Republika Austriacka, w latach 1934–1938 – Federalne Państwo Austriackie, w latach 1938–1945 jako terytorium w granicach III Rzeszy, w latach 1945–1955 jako teren późniejszej alianckiej okupacji, natomiast od 1955 – jako niepodległe państwo w obecnych granicach.

## Kino nieme Austro-Węgier (1896–1918)

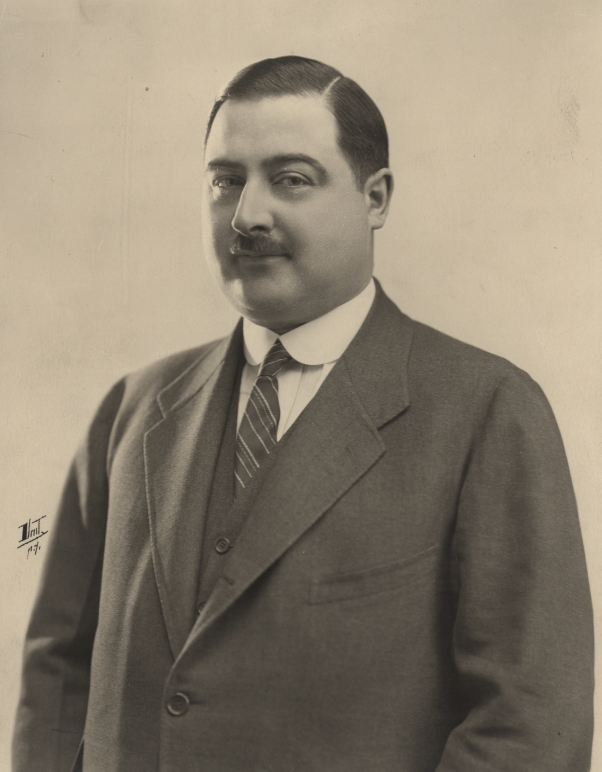
Sascha Kolowrat-Krakowsky, jeden z pionierów austriackiej kinematografii

Pierwszy publiczny pokaz kinematografu braci Lumière w Austro-Węgrzech odbył się 26 marca 1896 w Wiedniu. Jeszcze w tym samym roku operator Lumière’ów, Charles Moisson, nakręcił w Wiedniu dwa filmy Le Ring oraz Entrée du cinématographe à Vienne. Nowy wynalazek był szeroko komentowany w austriackich czasopismach, a jednocześnie stał się dla lokalnej burżuazji szansą zaspokajania potrzeb erotycznych. Już w 1907 Johannes Schwarzer, założywszy spółkę Saturn-Film, rozpoczął produkcję pierwszych filmów pornograficznych (a zarazem pierwszych fabularnych filmów austriackich), wyświetlanych nielegalnie na pokazach zamkniętych. Mimo że filmy Schwarzera wyróżniały się innowacyjnym wykorzystaniem odwołań do malarstwa (między innymi Edouarda Maneta), ze względu na ich obsceniczną treść w 1911 Saturn-Film został zamknięty, a większość produkcji powstałych w wytwórni została skonfiskowana. Przed I wojną światową spore uznanie widzów w 1913 zdobyła także komedia arystokratyczna Der Millionenonkel Huberta Marischki.
Za produkcję filmu Marischki odpowiedzialny był hrabia Sascha Kolowrat-Krakowsky, który w momencie wybuchu I wojny światowej przejął inicjatywę jako dostarczyciel reportaży wojennych i potentat kinematograficzny. W 1916 Kolowrat zainicjował cotygodniową kronikę filmową Sascha-Kriegswochenbericht, która zawierała w sobie melanż faktycznych scen z frontu oraz inscenizacji. Kronika Kolowrata, dokumentując między innymi pogrzeb cesarza Franciszka Józefa, wyróżniała się jednocześnie sprawną realizacją. Sukces Sascha-Kriegswochenbericht umożliwił Kolowratowi przejęcie nielicznych niezależnych wytwórni i połączenie ich w Sascha-Filmindustrie. W międzyczasie cieszące się powodzeniem patriotyczne filmy fabularne tworzyła spółka Kolm/Fleck Kunstfilm. Konsolidacja austriackiej produkcji kinematograficznej zbiegła się w czasie z klęską Austro-Węgier w I wojnie światowej oraz rozpadem dotychczasowego imperium.

## Austriackie kino w cieniu weimarskiej UFA (1918–1933)
Po I wojnie światowej nasiliła się współpraca pomiędzy austriackimi twórcami oraz niemiecką wytwórnią UFA, utrudniająca współcześnie jednoznaczne oddzielenie niemieckiej oraz austriackiej kinematografii. Przykładowo, emblematyczny dla niemieckiego ekspresjonizmu film Gabinet doktora Caligari (1919) Roberta Wiene powstał we współpracy z austriackimi scenarzystami Carlem Meyerem oraz Hansem Janowitzem. Dla Ufy tworzyli również inni urodzeni w Austrii filmowcy, między innymi Fritz Lang oraz Georg Wilhelm Pabst. Na modłę amerykańskich monumentów D.W. Griffitha z kolei powstawały filmy kostiumowe z udziałem węgierskich reżyserów Mihálya Kertésza oraz Alexandra Kordy, finansowane przez wytwórnię Kolowrata. Do nich można zaliczyć między innymi Księcia i żebraka (1919), Sodomę i Gomorę (1920), Samsona i Dalilę (1922), Królowę niewolników (1924) tudzież Salambo (1925).
Kryzys finansowy z 1923 zahamował rozwój bujnie rozwijającej się austriackiej kinematografii. Austriacki przemysł filmowy musiał się mierzyć z coraz groźniejszą ekspansją amerykańskich produkcji. Produkcja filmów w Austrii, z wyjątkiem monumentów Kolowrata, do przełomu dźwiękowego była zdominowana przez adaptacje dzieł literackich oraz biografie znanych austriackich postaci historycznych. Nie zaistniało w kinie austriackim zjawisko na miarę niemieckiego ekspresjonizmu. Silna była natomiast reprezentacja dramatów społecznych, między innymi ostrzegającego przed antysemityzmem Miasta bez Żydów (1924) H.K. Breslauera oraz Zagubionej ulicy (1925) Pabsta. Ten ostatni film, osadzony w Wiedniu tuż po kryzysie finansowym (choć nakręcony w berlińskim atelier), ukazywał powszechną nędzę w dobie hiperinflacji.
U schyłku okresu weimarskiego na znaczeniu zaczął zyskiwać gatunek współtworzony przez Niemców i Austriaków, nazywany wiedeńskimi operetkami. Wiedeńskie operetki były osadzone w wyobrażonym świecie epoki romantycznej (przełom XIX i XX wieku), a zarazem przesycone wystawną scenografią i kostiumami, wreszcie zaś – ilustrowane nostalgicznymi ariami oraz walcami. Sukces odnosiły Walc miłości (1930) Wilhelma Thiele, Bomby nad Monte Carlo (1931) Hannsa Schwarza, Wojna walców (1933) Ludwiga Bergera, a przede wszystkim – Kongres tańczy (1931) Erika Charrella, uznawany za warsztatowe arcydzieło gatunku. W lekkiej tematyce specjalizował się również Wilhelm Thiele, produkując dla Ufy musical Trzej ze stacji benzynowej (1930) o przyjaciołach, którzy bankrutują i w akcie desperacji kupują stację benzynową, zakochując się w tej samej dziewczynie będącej córką dyplomaty; a także Osobistą sekretarkę (1931) o skromnej urzędniczce banku, której dyrektor zapewnia jej awans społeczny w zamian za randkę. U schyłku epoki weimarskiej w Ufie tworzył też inny Austriak Gustav Ucicky, jednak jego nacjonalistyczne filmy – górski Koncert na flet z Sanssouci (1930) oraz wojenna Jutrzenka (1933) o załodze niemieckiej łodzi podwodnej – zwiastowały już rychły związek austriackich filmowców z retoryką hitlerowców dochodzących do władzy w Niemczech.

## Austriackie kino w cieniu III Rzeszy (1933–1945)

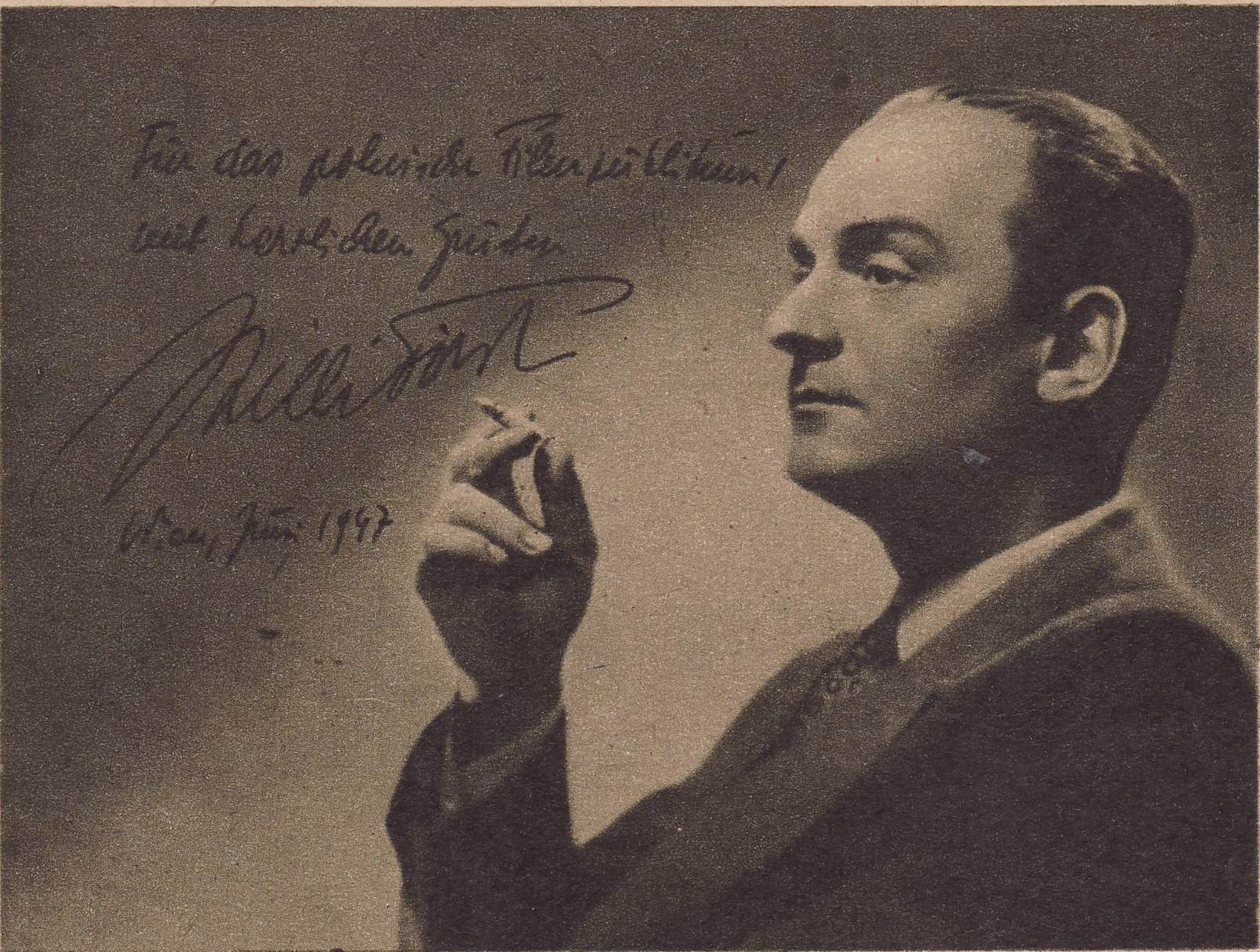
Willi Forst, jedna z najbardziej rozpoznawalnych osobowości austriackich kina międzywojennego

Gdy w sąsiednich Niemczech władzę przejął Adolf Hitler, austriacka kinematografia – której przedstawiciele często pracowali w Niemczech – znalazła się pod polityczną presją. Próbując podtrzymać współpracę z Ufą, austriaccy przemysłowcy filmowi usuwali z listy płac filmów eksportowanych do III Rzeszy nazwiska żydowskich twórców. Wprawdzie część pracujących dotąd w Niemczech twórców filmowych pochodzenia żydowskiego usiłowała schronić się w Austrii, jednak ta rychło przestała być względnie bezpieczną przystanią dla Żydów. W 1938 Austria została zaanektowana przez III Rzeszę, a dominująca w rodzimym przemyśle filmowym spółka Tobis-Sascha została przekształcona w Wien-Film, mającą się wyspecjalizować w produkcji filmów romantycznych, operetek wiedeńskich oraz komedii muzycznych. W latach 1939–1945 w wiedeńskiej wytwórni powstało ponad 50 filmów fabularnych. Prym wiodła wśród nich twórczość austriackiego aktora i reżysera Williego Forsta, który zasłużył się dziełem Bel Ami (1939) na podstawie powieści Guy de Maupassanta, a także trylogią wiedeńską Operetka (1940) – Wiedeńska krew (1942) – Wiedeńskie dziewczęta (1944–1945, premiera 1949). Pomimo że filmy powstałe w Wiedniu odnosiły sukces komercyjny, zdaniem nazistowskiego ministra propagandy Josepha Goebbelsa wyróżniały się defetyzmem oraz zbytnim osadzeniem w lokalnej kulturze na niekorzyść niemieckiego Heimatu. W 1942 Wien-Film został przekształcony w wiedeńską filię Ufy; austriaccy reżyserzy zostali w międzyczasie sprzęgnięci do produkcji filmów jawnie propagandowych, tzw. Tendenzfilmen. Wśród nich niechlubnie wyróżniał się Heimkehr (1941) Ucicky’ego, uzasadniający inwazję na Polskę w 1939 potrzebą rzekomej ochrony niemieckiej mniejszości przed władzami sanacyjnymi. W latach 1944–1945 produkcja filmów w Austrii załamała się wskutek zniszczeń wojennych oraz wkroczenia sił alianckich na terytoria III Rzeszy.

## Kino austriackie po II wojnie światowej (1945–1975)
Po klęsce III Rzeszy Austria znalazła się pod zbiorową okupacją wojsk amerykańskich, brytyjskich, francuskich i radzieckich. Powszechnie panująca w kraju bieda zwiększała popyt na powstałe pod nadzorem aliantów eskapistyczne widowiska, których głównymi bohaterami byli zniewieściali mężczyźni z klasy średniej lub arystokracji. Filmy te – zarówno dramaty kostiumowe, jak i tzw. Heimatfilmen (filmy ojczyźniane) – kontynuowały tradycję wiedeńskich operetek, cofając się w czasie do epoki habsburskiej. Filmy osadzone w przeszłości Austrii, takie jak Echo der Berge (1954) i Die Deutschmeister (1955), odnosiły wielki sukces kasowy.
Gdy Austria odzyskała niepodległość w 1955, wobec głównego nurtu opartego na widowiskach kostiumowych zaczęła się kształtować lokalna awangarda. W latach 50. karierę filmową zaczynali Kurt Kren – znany z wytwarzającego efekt stroboskopowy filmu 4/61: Mury w pozytywie i negatywie i droga (1961), a także Peter Kubelka – realizator takich dzieł jak film choreograficzny Adebar (1957) oraz bardziej konwencjonalny film etnograficzny Nasza podróż do Afryki (1966). Najważniejszym nurtem austriackiej awangardy filmowej był akcjonizm wiedeński, próbujący rozliczyć naród z jego nazistowską przeszłością. Taktyka szoku, jaką przyjęli twórcy akcjonizmu wiedeńskiego, polegała na pokazywaniu publiczności aktów samookaleczenia, uprawianiu niesymulowanego seksu, wykorzystywaniu własnych ekskrementów. Jeden z twórców akcjonizmu, Otto Mühl, mierzył się z konsekwencjami prawnymi ze względu na odbywanie stosunków seksualnych z nieletnimi.

## Kino austriackie końca wieku (po 1976)

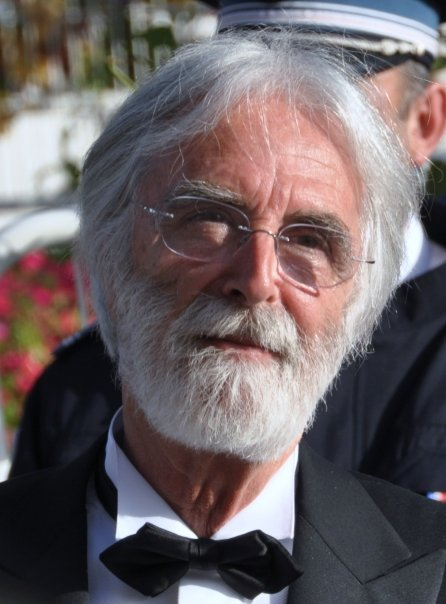
Michael Haneke, jeden z przedstawicieli współczesnego kina austriackiego

W 1976, dzięki staraniom austriackich środowisk politycznych i filmowych na rzecz przebudowy rodzimej kinematografii, miasto Wiedeń zyskało możliwość korzystania ze specjalnego funduszu filmowego. W 1977 założony został Syndykat Filmowców Austriackich, natomiast w 1980 uchwalono ustawę o finansowaniu produkcji filmowej. Wówczas na austriackim rynku filmowym pojawiły się również dwie nagrody: Golden Ticket oraz Austriacka Nagroda Filmowa.
Od lat 80. na sile przybierały rozliczenia austriackich filmowców z okresem nazizmu, czego przykładem były takie produkcje jak kasowy Uczeń Gerber (1981) oraz nominowany do Oscara dla najlepszego filmu nieanglojęzycznego 1938 (1986) Wolfganga Glücka, Polowanie na zające (1994) Andreasa Grubera o nazistowskim mordzie na kilkuset radzieckich jeńcach, a przede wszystkim twórczość dokumentalistki Ruth Beckermann (Ponownie Wiedeń, 1983; Do Jerozolimy, 1991; Na wschód od wojny, 1996). Wszelako najbardziej wpływowymi reżyserami pracującymi w Austrii na przełomie wieków okazali się urodzony w Niemczech Michael Haneke oraz Ulrich Seidl.
Haneke krytycznie oceniał degenerację etyczną kultury zachodniej w trylogii składającej się z Siódmego kontynentu (1989), Wideo Benny’ego (1992) oraz 71 fragmentów (1994). Prawdziwy rozgłos zdobył jednak za sprawą filmu Funny Games (1997), który bezlitośnie piętnował kinową brutalność uczynioną atrakcyjną przez filmy Quentina Tarantino. Kolejne filmy – Kod nieznany (2000), Pianistkę (2001), Ukryte (2005), Białą wstążkę (2009) oraz Miłość (2012) – Haneke realizował już we Francji i w Niemczech.
Seidl natomiast w takich dziełach jak Upały (2001), Import/Export (2007) oraz trylogia Raj: miłość (2012), Raj: wiara (2012), Raj: nadzieja (2013) szyderczo komentował wyparte przez Austriaków patologie skryte za ich idealnym porządkiem.

## Kino austriackie XXI wieku
Talentem odkrytym na początku XXI wieku okazała się Jessica Hausner, która w wielokrotnie nagradzanym Lourdes (2009) przyglądała się hipokryzji i zakłamaniu związanemu z życiem religijnym. Ważnym głosem kobiecym była także Barbara Albert (Północne przedmieścia, 1999).
Krytycznie o współczesnej kondycji zglobalizowanego świata wyrażał się również Michael Glawogger w mrocznych dokumentach Megamiasta (1998), Śmierć człowieka pracy (2005) oraz Chwała dziwkom (2012). Inny dokumentalista, Hubert Sauper, zdobył nominację do Oscara za najlepszy pełnometrażowy film dokumentalny za swój głośny film Koszmar Darwina (2004). W dokumencie swoje miejsce zaznaczyli również Erwin Wagenhofer i Nikolaus Geyrhalter.
Głośnym echem odbiły się również międzynarodowe sukcesy takich filmów austriackich jak m.in. nagrodzeni Oscarem dla najlepszego filmu nieanglojęzycznego Fałszerze (2007) Stefana Ruzowitzky’ego, kryminał Rewanż (2008) Götza Spielmanna, horror Widzę, widzę (2014) Veroniki Franz i Severina Fiali czy Wielka wolność (2021) Sebastiana Meise.